# Aréthuse (NN7)
| «Аретуз»                                                                    | «Аретуз»                                                                                                | «Аретуз»                                                                                                |
| --------------------------------------------------------------------------- | --- | --- |
| Aréthuse (NN7)                                                              | | |
|                                                                             | | |
| Схематичне зображення французького підводного човна типу «Аргонот»          | | |
| Верф                                                                        | Chantiers Schneider et Cie, Шалон-сюр-Сон                                                               | Chantiers Schneider et Cie, Шалон-сюр-Сон                                                               |
| Під прапором                                                                | Франція                                                                                                 | Франція                                                                                                 |
| Належність                                                                  | Військово-морські сили Франції                                                                          | Військово-морські сили Франції                                                                          |
| Порт приписки                                                               | Тулон                                                                                                   | Тулон                                                                                                   |
| Замовлення                                                                  | 14 квітня 1927                                                                                          | 14 квітня 1927                                                                                          |
| Закладений                                                                  | 6 січня 1928                                                                                            | 6 січня 1928                                                                                            |
| Спуск на воду                                                               | 8 серпня 1929                                                                                           | 8 серпня 1929                                                                                           |
| Введений до складу флоту                                                    | 14 липня 1933                                                                                           | 14 липня 1933                                                                                           |
| На службі                                                                   | 1933—1945                                                                                               | 1933—1945                                                                                               |
| Сучасний статус                                                             | у березні 1946 року проданий на металобрухт                                                             | у березні 1946 року проданий на металобрухт                                                             |
| Бойовий досвід                                                              | Друга світова війна Битва на Середземному морі                                                          | Друга світова війна Битва на Середземному морі                                                          |
| Проєкт                                                                      | | |
| Тип ПЧ                                                                      | прибережний підводний човен                                                                             | прибережний підводний човен                                                                             |
| Основні характеристики                                                      | | |
| Швидкість (надводна)                                                        | 17,5 вузлів (32,4 км/год)                                                                               | 17,5 вузлів (32,4 км/год)                                                                               |
| Швидкість (підводна)                                                        | 9 вузлів (17 км/год)                                                                                    | 9 вузлів (17 км/год)                                                                                    |
| Робоча глибина занурення                                                    | 75 м | 75 м |
| Гранична глибина занурення                                                  | 80 м | 80 м |
| Дальність плавання                                                          | 4000 миль (7400 км) на швидкості 10 вузлів (надводна) 82 милі (152 км) на швидкості 5 вузлів (підводна) | 4000 миль (7400 км) на швидкості 10 вузлів (надводна) 82 милі (152 км) на швидкості 5 вузлів (підводна) |
| Автономність плавання                                                       | 30 діб                                                                                                  | 30 діб                                                                                                  |
| Екіпаж                                                                      | 41 офіцер та матрос                                                                                     | 41 офіцер та матрос                                                                                     |
| Розміри                                                                     | | |
| Довжина найбільша (по КВЛ)                                                  | 63,4 м                                                                                                  | 63,4 м                                                                                                  |
| Ширина корпусу найб.                                                        | 6,4 м                                                                                                   | 6,4 м                                                                                                   |
| Середня осадка (по КВЛ)                                                     | 4,24 м                                                                                                  | 4,24 м                                                                                                  |
| Водотоннажність надводна                                                    | 630 т                                                                                                   | 630 т                                                                                                   |
| Водотоннажність підводна                                                    | 798 т                                                                                                   | 798 т                                                                                                   |
| Силова установка                                                            | | |
| Дизель-електрична: 2 × дизельних двигуни Schneider-Carel 2 × електродвигуни | | |
| Гвинти                                                                      | 2 | 2 |
| Потужність                                                                  | 1300 к.с. (дизелі) 1000 к. с. (електродвигуни)                                                          | 1300 к.с. (дизелі) 1000 к. с. (електродвигуни)                                                          |
| Озброєння                                                                   | | |
| Артилерія                                                                   | 1 × 75-мм гармата modèle 1897                                                                           | 1 × 75-мм гармата modèle 1897                                                                           |
| Торпедно- мінне озброєння                                                   | 6 × 550-мм торпедних апаратів 2 × 400-мм ТА 13 торпед                                                   | 6 × 550-мм торпедних апаратів 2 × 400-мм ТА 13 торпед                                                   |
| ППО                                                                         | 1 × 13,2-мм великокаліберний кулемет M1929                                                              | 1 × 13,2-мм великокаліберний кулемет M1929                                                              |

«Аретуз» (фр. Aréthuse (NN7) — військовий корабель, дизель-електричний прибережний підводний човен 600-тонної серії типу «Аргонот», ВМС Франції за часів Другої світової війни. «Аретуз» був закладений 6 січня 1928 року на верфі компанії Chantiers Schneider et Cie у Шалон-сюр-Соні. 8 серпня 1929 року він був спущений на воду, а 14 липня 1933 року увійшов до складу ВМС Франції.

## Історія служби
Коли 1 вересня 1939 року з вторгненням Німеччини в Польщу почалася Друга світова війна, «Аретуз» входив до 17-ї дивізії підводних човнів — частини 6-ї ескадри підводних човнів — разом із підводними човнами «Аталанте», «Султан» і «Ла Вестале», що базувалися в Тулоні. 3 вересня 1939 року Франція вступила у війну на боці союзників.
10 травня 1940 року почалася битва за Францію, а 10 червня 1940 року Італія оголосила війну Франції та приєдналася до вторгнення. Битва за Францію завершилася поразкою Франції та підписанням 22 червня 1940 року перемир'я з Німеччиною та Італією. «Аретуз» був серед дев'яти підводних човнів, які мали відправитися з Тулона 18 червня 1940 року у французьку Північну Африку, але вихід так і не відбувся, і всі дев'ять підводних човнів залишилися в Тулоні.
Після перемир'я в червні 1940 року «Аретуз» служив у військово-морських силах Франції Віші. 9 грудня 1940 року 17-та дивізія підводних човнів — тепер скорочена до «Аретуз», «Султан» і «Ла Вестале» — вирушила з Тулона разом із підводним човном «Аркімед» і військовим шлюпом типу «Елан» «Командант Борі», який прямував до Касабланки у Французькому Марокко. З Касабланки 17-та дивізія підводних човнів вирушила до Дакара в Сенегалі. «Аталанте» пізніше приєднався до них.
Після припинення бойових дій між союзними та французькими силами у Французькій Північній Африці, французькі сили в Африці, включаючи «Аретуз», приєдналися до сил Вільної Франції. «Аретуз» перебував на базі підводних човнів в Орані в Алжирі. 20 квітня 1943 року він брав участь у навчаннях у затоці Арзев біля міста Арзев, коли кораблі конвою союзників прийняли його за підводний човен країн Осі та відкрили по човну вогонь.
10 січня 1943 року британський підводний човен «Ансін» торпедував французьке судно уряду Віші Dalny вантажопідйомністю (6672 т), яке потім сіло на мілину на узбережжі Сардинії біля Порто Черво. 11 січня 1943 року «Ансін» знову торпедував корабель, що був на мілині. 4 червня 1943 року Dalny був атакований двома торпедами «Аретуза». Пізніше підводний човен Королівського флоту Нідерландів «Долфін» торпедував затонулий корабель Dalny 15 вересня 1943 року.
У вересні 1943 року «Аретуз» і підводний човен «Перле» транспортували продовольство в Аяччо на Корсиці. 28 вересня 1943 року «Аретуз» висадив п'ятьох агентів і забрав сімох (включно з полковником Анрі Зеллером) на мисі Камарат на узбережжі Південної Франції. До 9 листопада 1943 року «Аретуз» був частиною Алжирської групи підводних човнів в Орані.
3 січня 1944 року «Аретуз» змінив підводний човен «Касаб'янка» у своєму секторі. 9 січня 1944 року британський підводний човен «Ансін» вийшов з Алжиру та разом з «Аретуз» здійснив прохід до Гібралтару як частина конвою MKS 36.
Наприкінці 1944 року «Аретуз» став навчальним кораблем. Перебуваючи в Дакарі, він служив в акустичній школі підводників у Фрітауні в Сьєрра-Леоне та в Такораді на Золотому Березі.